# Dankyira (Volk)
Dankyira ist ein Volk in Ghana. 
Die Dankyira gehören zur Volksgruppe der Akan, ebenso wie die verwandten Ethnien Aschanti, Fanti, Ahafo, Akwapim, Assin, Akwamu, Akim und Kwahu.
Die Akan sind insgesamt die größte Volksgruppe in Ghana.